# 사회주의 노동자당 (알제리)

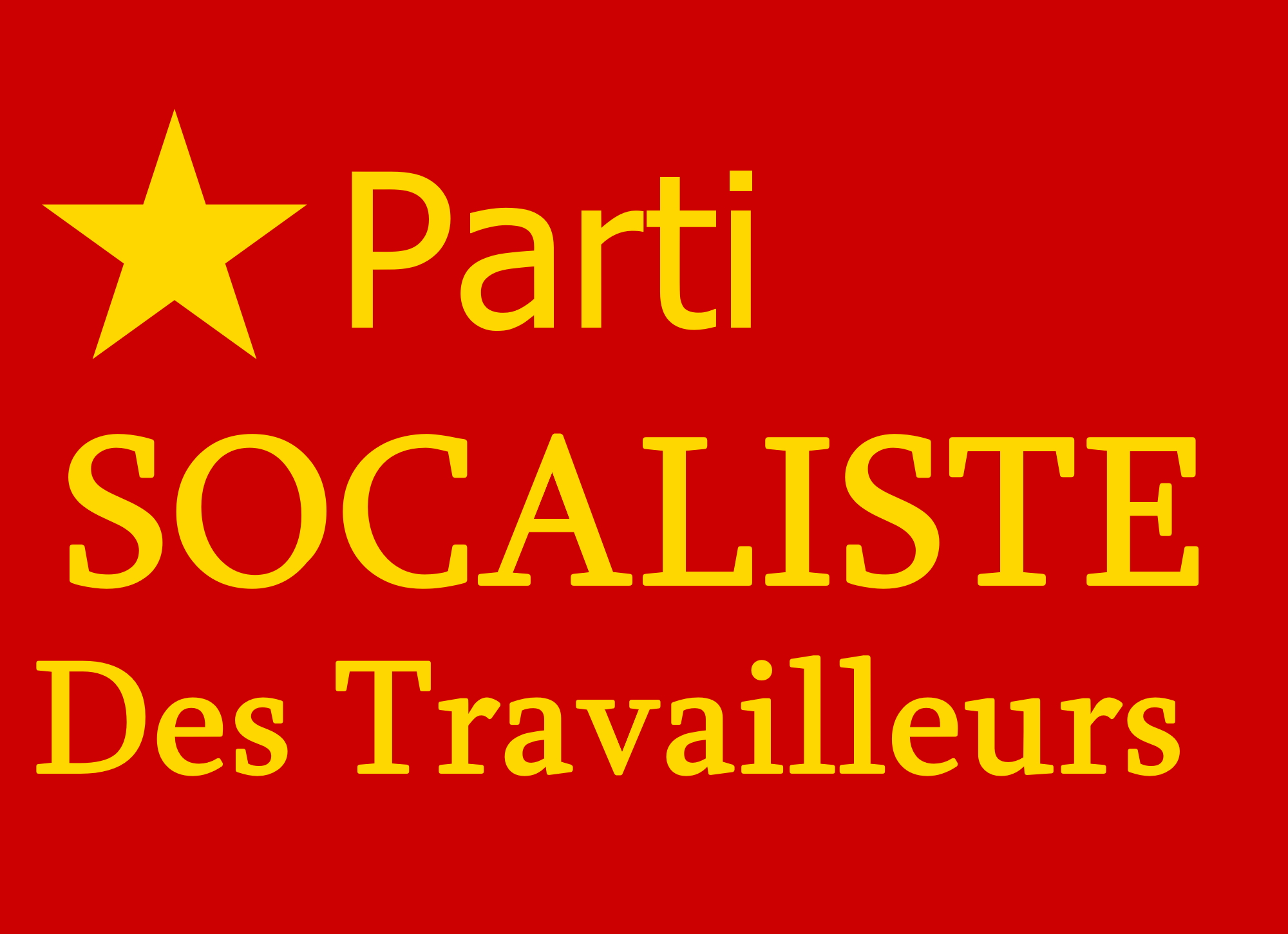

사회주의 노동자당(PST, 프랑스어: Parti socialiste des travailleurs, 아랍어: حجب العمال الاهتراكي, 로마자 표기: hizb aleummal alaishtirakii, 카빌: Akabar Anemlay n Yixeddamen)은 알제리의 정당이다. 1974년 트로츠키주의 학생 단체에 의해 설립된 혁명적 공산주의 그룹에 의해 1989년에 설립된 PST는 여전히 트로츠키주의 인터내셔널인 제4인터내셔널에 소속되어 있다.
2007년 알제리 의회 선거에서 PST는 0.75%의 득표율을 얻었다. 이는 389석 중 단 한석도 얻지 못했다는 의미이다.

## 역사
2019년 PST는 민주화 히락 운동 당시 정치 및 시민 야당의 세속적 연합인 민주 대안 세력(FDA)에 합류했다. FDA의 일환으로 2021년 알제리 의회 선거를 보이콧했으며, 이후 알제리 선거에서 가장 낮은 투표율인 22.99%를 기록했다.
2022년 1월, 국무원은 내무부의 불만 사항에 따라 모든 PST 활동을 중단하고 본부를 폐쇄하라는 명령을 내렸다. PST는 이를 "알제리의 당파적 다원주의와 민주적 자유에 대한 노골적인 공격"이라고 비난했다.